# Therese Tietjens
Therese Carolina Johanna Alexandra Tietjens (ur. 17 lipca 1831 w Hamburgu, zm. 3 października 1877 w Londynie) – niemiecka śpiewaczka operowa, sopran.

## Życiorys
Urodziła się w węgierskiej rodzinie prawdopodobnie holenderskiego pochodzenia. Studiowała w Hamburgu i Wiedniu, zadebiutowała na scenie w 1849 roku w Altonie w roli tytułowej w operze Gaetano Donizettiego Lukrecja Borgia. W kolejnych latach śpiewała we Frankfurcie nam Menem, Brnie i Wiedniu. Od 1859 do 1877 roku śpiewała w Londynie, święcąc triumfy na scenach Her Majesty’s Theatre, Theatre Royal przy Drury Lane i Covent Garden Theatre, gdzie kreowała role m.in. Heleny w Nieszporach sycylijskich Rossiniego, Amelii w Balu maskowym i Leonory w Mocy przeznaczenia Verdiego, Donny Anny w Don Giovannim Mozarta, Agaty w Wolnym strzelcu Webera oraz tytułowe partie w Medei Cherubiniego, Normie Belliniego i Mireille Gounoda. Gościnnie występowała w Paryżu (1863) i Teatro San Carlo w Neapolu (1862–1863 i 1868–1869), odbyła też dwie podróże do Stanów Zjednoczonych (1874 i 1876).
Pod koniec życia chorowała na raka. Po raz ostatni wystąpiła 19 maja 1877 roku w londyńskim Her Majesty’s Theatre w tytułowej roli w Lukrecji Borgii Gaetano Donizettiego – tej samej, w której zadebiutowała jako śpiewaczka. Podczas przedstawienia zemdlała i upadła na scenę.